# Jean-Charles Edeline
Pour les articles homonymes, voir Edeline.
Jean-Charles Edeline, né Charles Edeline le 22 février 1923 à Saint-Maur-des-Fossés (ancienne Seine), et mort le 26 octobre 1991 à Versailles, est un dirigeant d'entreprise français ayant contribué au développement de l'industrie cinématographique.

## Carrière
Passionné de cinéma, Jean-Charles Edeline fonde un Syndicat d'intérêt à majorité familiale (1944), regroupant des cinémas de Paris et de la banlieue ouest tels Le Cyrano à Versailles acquis en 1943 ou Le Napoléon à Paris (1956). Il travaille également à l’Institut de filmologie où il passe une thèse sur le cinéma pour enfants.
Il devient président de la Société d’expansion cinématographique (1953), du Syndicat français des théâtres cinématographiques (1961), de la Fédération nationale des cinémas français et du  Syndicat des salles de lancement de France (1963).
Jean-Charles Edeline est également gérant de la Société civile d'études de télécommunications cinématographiques (1964) et de la Société de diffusion et de promotion culturelle (1966). Il est président des Studios A et B de Parly 2 (1969).
Jean-Charles Edeline est nommé président de l'Union générale cinématographique (1971-1974) et de la Société de participations cinématographiques africaines (1973). Après la suppression de l'ORTF, il devient président de la Société française de production et création audiovisuelle (1975).

## Autres mandats
- 1970 : Président du Terminal du parking Foch.
- 1974 : Vice-président de la Société d'études et de loisirs de groupe dans l'aménagement du territoire.

## Diplômes
- École d'organisation scientifique du travail.
- École supérieure des sciences économiques et commerciales.

## Décoration
- Chevalier de l'ordre national du Mérite

## Publications
- La diffusion du livre en France.
- Loi de 1881 et le Colportage.
- Essai sur une économie de loisirs.
- Livre blanc du cinéma (dir.), Fédération nationale des cinémas français, Paris, 1975 (OCLC 492402734).
- Étude de marché des salles de cinéma (dir.), n°s 1 à 5, Fédération nationale des cinémas français, 1975.